# Вомпам (Пенсилванија)
Вомпам (енгл. Wampum) град је у америчкој савезној држави Пенсилванија.

## Демографија
По попису из 2010. године број становника је 717, што је 39 (5,8%) становника више него 2000. године.
| Група             | 2000.       | 2010.       |
| Белци             | 658 (97,1%) | 661 (92,2%) |
| Афроамериканци    | 12 (1,8%)   | 13 (1,8%)   |
| Азијати           | 3 (0,4%)    | 1 (0,1%)    |
| Хиспаноамериканци | 0 (0,0%)    | 22 (3,1%)   |
| Укупно            | 678         | 717         |